# Highly Accelerated Stress Screening
Das Highly Accelerated Stress Screening (abgekürzt HASS, englisch für Sortierprüfung bei stark erhöhter Belastung, auch als Belastungsschnellprüfung bekannt) ist ein Test mit dem Ziel, vorzugsweise elektronische Baugruppen während der Produktion intensiv zu testen, um initiale Fehler (siehe Badewannenkurve, Zeitabschnitt I) aufdecken zu können.

## Testmethodik
Ähnlich wie beim Highly Accelerated Life Test (kurz HALT) werden einzelne oder alle gefertigten Teile einem kurzen, intensiven Test mit Temperaturwechseln und Vibration unterworfen. Die Prüfschärfe muss so gewählt werden, dass Gut-Teile nicht zerstört werden, aber schadhafte Teile zuverlässig detektiert und ausgesondert werden können.
Die Vorbelastung der Teile wird zugunsten einer Reduktion der Anfangsausfälle (beim Kunden) und einer entsprechend gesteigerten Zuverlässigkeit in Kauf genommen.